# اشلی آستون مور
اشلی آستون مور (انگلیسی: Ashleigh Aston Moore؛ ۳۰ سپتامبر ۱۹۸۱ – ۱۰ دسامبر ۲۰۰۷) یک هنرپیشه اهل ایالات متحده آمریکا بود.
او در فیلم حال و آینده و جویندگان طلا بازی کرده است.